# 国立天文台ハワイ観測所
国立天文台ハワイ観測所 (こくりつてんもんだいハワイかんそくじょ、NAOJ Hawaii Observatory) は、日本の国立天文台が初めて海外に設置した大学研究利用共同施設である。アメリカ合衆国ハワイ州ハワイ島ヒロに設置した事務所を本拠地に、マウナケア山頂に設置された観測機械「大型光学赤外線望遠鏡」（すばる望遠鏡）を使い天体観測を行っている。

## 公開種別
本研究施設は、国立天文台の研究施設であるが、ハワイ州立ハワイ大学との共同研究施設であるため、以下は日本国内向けの公開情報である。
- 一般公開：施設見学（要：予約制、理由は以下の通り）
- 特別公開：無し（ただし、三鷹キャンパス特別公開や岡山天体物理観測所の特別公開では、ハワイ観測所の研究業務成果等を公開。）
- 研究利用：全国研究共同利用施設、全国大学研究共同利用施設、国際共同研究利用施設

## 歴史
公式記録に基づく歴史
- 1991年4月1日　前年度国会での承認を経て大型望遠鏡計画開始
- 1992年4月1日　望遠鏡の製作を開始[1]
- 1997年4月10日 アメリカ合衆国ハワイ州ヒロ市に国立天文台ハワイ観測所開所
- 1998年10月10日　望遠鏡本体の組み立てが完成
- 1999年1月29日 ファーストライト（試験観測）
- 2004年10月1日　望遠鏡ドーム内への一般見学者受け入れを開始（予約制、16歳以上対象）
- 2006年4月1日 一般展示をハワイ州立イロミア天文学センター(天文博物館）へ移管
- 2006年10月　強い地震の影響で正常に動作しなくなる。11月に観測を再開した。

## 施設の概要

### マウナケア山頂施設

#### すばる望遠鏡ドーム施設
- すばる望遠鏡 - 観測所の主観測装置
- 機器調整室 - 観測機器類の微調整等を行う場所
- 機器保管室 - 観測機器類を保管する為の定温倉庫
- 鏡面洗浄・蒸着室 - 数年に一度鏡面のアルミを再度蒸着する必要がある。そのための部屋。

#### 観測制御棟
- 観測室 - 主観測装置から送られてくる映像をモニターする部屋。
- 機器モニター室 - 望遠鏡本体及び観測装置、ドーム回転装置等の機器類をモニターする部屋。

### ヒロ研究室
- 研究室・実験室 - 研究者達が研究活動を行う部屋。ゼミ形式での運営が行われている。
- 図書室 - 天文学に関する専門書を備えた図書室。欧文専門誌及び和文専門誌、OPAC等の利用が可能。
- 事務室 - 事務処理部門。
- 大型計算機室-スーパーコンピュータを運用し、光電子撮像素子によって撮影された画像をデジタル処理し観測解析業務を実施。なお、スーパーコンピュータ及びワークステーションは研究室内ではなく、計算機室に設置されており、研究端末として各研究室からの利用となっている。

## ハワイ観測所

### 概要
すばる望遠鏡等の観測装置のモニターや制御等は、マウナケア山頂にて行う。ヒロ研究室では、大型計算機室や図書室、研究解析業務を行う事務棟を設けている。現在、80名以上のスタッフが常駐し、天文科学の観測研究に携わっている。また、標高4000m以上の高地での長期作業には、高山病等の危険が伴うため、望遠鏡から離れて出来る作業は全て山麓施設にて実施している。
なお、「すばる望遠鏡」（ヒロ研究施設を含む）は、国立天文台が運営する天体観測施設の1つであり、台内における光赤外観測研究に関する研究部と密接な関係がある。また、観測装置開発に関しては台内の先端技術開発センターにおいて開発が実施されている。
最近の活動としては、ハワイ州ハワイ島のイミロア天文学センターに4D2U（4次元デジタルシアター）を設置し、地元ハワイ大学やハワイ州との間で研究者の受け入れを始めとして協力関係を更に強化している。

### すばる望遠鏡への道のり
ヒロ研究室からマウナケア山頂までは、国道200号線という幹線道路が通っている。この行程間の距離は、直線距離にして、約20キロメートル。標高差は、4200メートル近くにもなる。見学にも記載したように、高山病の危険があるため、マウナケア山頂に設けられた観測所へ向かう観測者は、途中ハワイ大学が設けたビジターセンターで休憩して、体を高地に慣らすことになっている。このビジターセンターからは、専用のRVで向かう。もしくは、自由見学の場合には、ヒロ市内などのレンタカー会社に、マウナケア山頂へ向かう旨を告げて、RVを借りて向かうことになる。

### すばる望遠鏡での観測
すばる望遠鏡を収めているドームは、マウナケア山頂に設置されることを目的として、風洞シミュレーションなどを経て設計が行われたエンクロージャー型のドーム施設である。観測所では、観測グループで観測装置を観測焦点に設置する作業がある。観測装置の微調整を行い、その上で観測計画によって承認を受けた焦点へ観測装置を取り付ける。コンピュータを起動すると、最適制御によって、人工星によって、精密な焦点調整などを行い、観測を開始する。そして、観測装置から得られたデータは、ヒロ研究室にあるコンピュータの記憶装置へと送られ、観測者はそこでデータ解析を行う。

## 業務解説

### 観測所
- 日本人スタッフと米国人スタッフからなり、天体観測の実務を行っている。準備作業やメンテナンスなど。
- 近赤外線～可視光線領域における、天体現象の精密観測を目的にしている。特に、微光天体観測を最大の目的としている。
- 上記の目的のために、公募観測を行い共同観測利用に付している。

### 一般見学
マウナケア山頂にある望遠鏡及び観測施設は、高地（4169メートル）地点にあるため、高山病等の危険が伴う。そのため、見学入場者を16歳以上と限定している。また、観測計画等との間において支障が生じないようにするため（非常に精密な機器群を取り扱う）、予約見学制となっている。
本観測所の主観測装置である「すばる望遠鏡」は、光学反射式天体望遠鏡のため、数年に一度主鏡や副鏡の表面に蒸着を行う必要があるため、その期間は見学できない場合がある。
ヒロ研究室ではデジタル・シアターや一般公開展示を実施していたが、2006年春からはハワイ州政府が運営するイロミア天文学センター（天文博物館）へデジタル・シアターを移設し公開展示を行う。

### 施設
- 教育 - 研究所 - 天文台 - 国立天文台
- 天体望遠鏡 - すばる望遠鏡
- 国際観測所 - マウナケア天文台群

### 研究分野
- 天文学 - 銀河系外天体観測
- 天文学 - 赤外線天文学
- 天文学 - 連星系観測
- 分光学 - スペクトル観測
- 観測機器開発
- 掃天観測